# Nicole Mönkemöller
Nicole Mönkemöller født 1966 er en tidligere dansk atlet fra Lillerød Idrætsforening (-1983) og Trongårdens IF (1983-).
Mönkemöller var med på Trongårdens hold, sammen med Anette Hansen, Helle Theil, Lisbeth Nissen-Petersen, som på 4 x 200 m satte dansk rekord med tiden 1.39,8 1983.
Mönkemöller er afdelings sygeplejerske på thoraxintensiven på Rigshospitalet.